# Charlotte Haslund-Christensenová
Charlotte Haslund-Christensenová (* 1963) je dánská fotografka a vizuální umělkyně která se narodila a sídlí v Kodani. Je absolventkou dánské školy umělecké fotografie Fatamorgana (1996) a Mezinárodního centra fotografie v New Yorku (1997).

## Životopis
Dlouhodobé projekty Haslund-Christensenové jsou performativní a dokumentární a čerpají impuls ze specifických kontextů, ve kterých jsou vytvářeny, například antropologické „expedice“ (umělkyně jako průzkumnice v Natives: The Danes ), v suterénu policejní stanice (pózuje jako fotografka na policejním snímku pro Who's Next? ) nebo jako kočující fotografka Towoinberg s místním fotoaparátem (Twoinberg). Hope & Fear - work in progress). Společnou politickou nití v celé její tvorbě je řešení stereotypů a role médií – minulosti i současnosti – při jejich vytváření.
Její umělecká práce byla analyzována jako pohybující se na průsečíku dokumentarismu, antropologie a sociální intervence. I když každý projekt má svou vlastní vědomou, vizuální a často inscenovanou filmovou nebo fotografickou podobu – založenou na konkrétních historických nebo současných médiích, která zpochybňuje – každý je motivován svými setkáními s lidmi, zkoumáním rozdílu mezi jejich nadějemi, životy a sny a zjevně neustálou potřebou rasového, genderového nebo náboženského „jiného“ v globálním klimatu narůstajícího strachu. Její díla byla široce vystavována na národní i mezinárodní úrovni a jsou součástí soukromých i veřejných sbírek, včetně uměleckých sbírek v dánském Národním muzeu fotografie.